# 宮崎又治郎
宮崎 又治郎（みやざき またじろう、1880年（明治13年）4月 - 没年不詳）は、朝鮮総督府官僚。

## 経歴
三重県出身。1908年（明治41年）に東京帝国大学法科大学政治科を卒業し、高等文官試験に合格した。
大韓帝国郡主事、朝鮮総督府属、同試補、同事務官、江原道財務部長、釜山税関長などを歴任。1929年（昭和4年）、釜山府尹に就任した。